# Snowblind Studios
 (octobre 2019).
Si vous disposez d'ouvrages ou d'articles de référence ou si vous connaissez des sites web de qualité traitant du thème abordé ici, merci de compléter l'article en donnant les références utiles à sa vérifiabilité et en les liant à la section « Notes et références ».
Snowblind Studios était un studio de développement de jeux vidéo, fondé en 1997 et basé à Kirkland (Washington) dans l'État de Washington. En 2009, Time Warner fait l'acquisition du studio par le biais de sa filiale Warner Bros. Interactive Entertainment. Après la sortie de Le Seigneur des Anneaux : La Guerre du Nord, le studio fut intégré à Monolith Productions.

## Jeux développés
| Titre                                       | Date de sortie | Plates-formes                                          |
| ------------------------------------------- | -------------- | ------------------------------------------------------ |
| Top Gear Overdrive                          | 1998           | Nintendo 64                                            |
| Top Gear Hyper Bike                         | 2000           | Nintendo 64                                            |
| Baldur's Gate: Dark Alliance                | 2001           | Nintendo DS, GameCube, PlayStation 2, Xbox             |
| Champions of Norrath                        | 2004           | PlayStation 2                                          |
| Champions: Return to Arms                   | 2005           | PlayStation 2                                          |
| Héros de la Ligue des justiciers            | 2006           | Nintendo DS, PlayStation 2, PlayStation Portable, Xbox |
| Death Tank                                  | 2009           | Xbox 360 (XBLA)                                        |
| Le Seigneur des Anneaux : La Guerre du Nord | 2011           | PlayStation 3, Xbox 360, Windows                       |